# Penthus tenebrioides
Penthus tenebrioides  (лат.) — вид жужелиц из подсемейства Harpalinae. Единственный представитель рода Penthus.

## Описание
Язычок нежней губы с многочисленными щетинками. Передние лапки самцов не расширены. Переднеспинка очень массивная, лишь примерно два раза короче надкрылий.